# 서울원광초등학교
서울원광초등학교는 대한민국 서울특별시 노원구 중계동에 있는 공립 초등학교이다.

## 학교 연혁
- 1992.07.01 서울원광초등학교 개교
- 1996.02.05 급식실 완공 및 급식 실시
- 2000.11.10 교내 학내 전산망 설치 완료
- 2007.12.12 신관 증축 특별실 및 교실(3) 개관식
- 2013.04.09 학습준비물실 개설
- 2013.08.14 전통놀이마당 개설
- 2015.02.23 본관동 외벽 보수공사 완료
- 2017.12.29 본관 옥상 방수공사 완료
- 2018.10.09 교내 복도 및 내부 계단 도색
- 2019.11.11 승강기 개통식
- 2020.02.13 제28회 졸업식(177명, 누계 7838명)

## 참고 자료
- 서울원광초등학교 - 한국교육학술정보원 학교알리미